# Microlophus theresiae
La iguana del Pacífico de Theresia (Microlophus theresiae) es una especie de lagarto de la  familia Tropiduridae.  Es  endémico de la costa de Perú, entre las regiones de Lima y Arequipa. El nombre específico, theresiae, es en honor a la princesa Teresa de Baviera, que recolectó las muestras tipo.

## Publicación original
- Steindachner F (1901): Herpetologische und ichthyologische Ergebnisse einer Reise nach Südamerika mit einer Einleitung von Therese Prinzessin von Baiern. Anzeiger der Kaiserlichen Akademie der Wissenschaften, Mathematisch-Naturwissenschaftliche Classe, vol. 38, p. 194-196